# Harrijärvi (Karesuando socken, Lappland, 757994-176644)
Harrijärvi är en sjö i Kiruna kommun i Lappland och ingår i Torneälvens huvudavrinningsområde. Sjön har en area på 0,0784 kvadratkilometer och ligger 443,4 meter över havet. Harrijärvi ligger i Torne och Kalix älvsystem Natura 2000-område.

## Delavrinningsområde
Harrijärvi ingår i det delavrinningsområde (758020-176625) som SMHI kallar för Mynnar i 757908-176706. Medelhöjden är 446 meter över havet och ytan är 0,49 kvadratkilometer. Det finns inga avrinningsområden uppströms utan avrinningsområdet är högsta punkten. Vattendraget som avvattnar avrinningsområdet har biflödesordning 5, vilket innebär att vattnet flödar genom totalt 5 vattendrag innan det når havet efter 382 kilometer. Avrinningsområdet består mestadels av sankmarker (83 procent). Avrinningsområdet har 0,08 kvadratkilometer vattenytor vilket ger det en sjöprocent på 15,9 procent.